# Angelika Budny
Angelika Budny (* zwischen 1950 und 1970; Lebensdaten unbekannt) ist eine ehemalige deutsche Fußballspielerin.

## Karriere
Budny gehörte der SSG 09 Bergisch Gladbach an, für die sie als Abwehrspielerin am 15. Juni 1980 im heimischen Stadion An der Paffrather Straße, in der 54. Minute für Monika Degwitz eingewechselt, das mit 5:0 gegen den KBC Duisburg gewonnene Finale um die Deutsche Meisterschaft, sowie das am 2. Mai 1981 in Stuttgart – ebenfalls mit 5:0 gewonnene Finale um den DFB-Pokal – gegen den TuS Wörrstadt bestritt.

## Erfolge
- Deutscher Meister 1980
- DFB-Pokal-Sieger 1981